# Hospitales de sangre en San Sebastián
A lo largo de los siglos XIX y XX se constituyeron hospitales de sangre en San Sebastián durante los diferentes conflictos bélicos españoles como fueron la tercera guerra carlista (1872), la guerra de África (1921) y la guerra civil española (1936).

## Periodos históricos

### Tercera guerra carlista

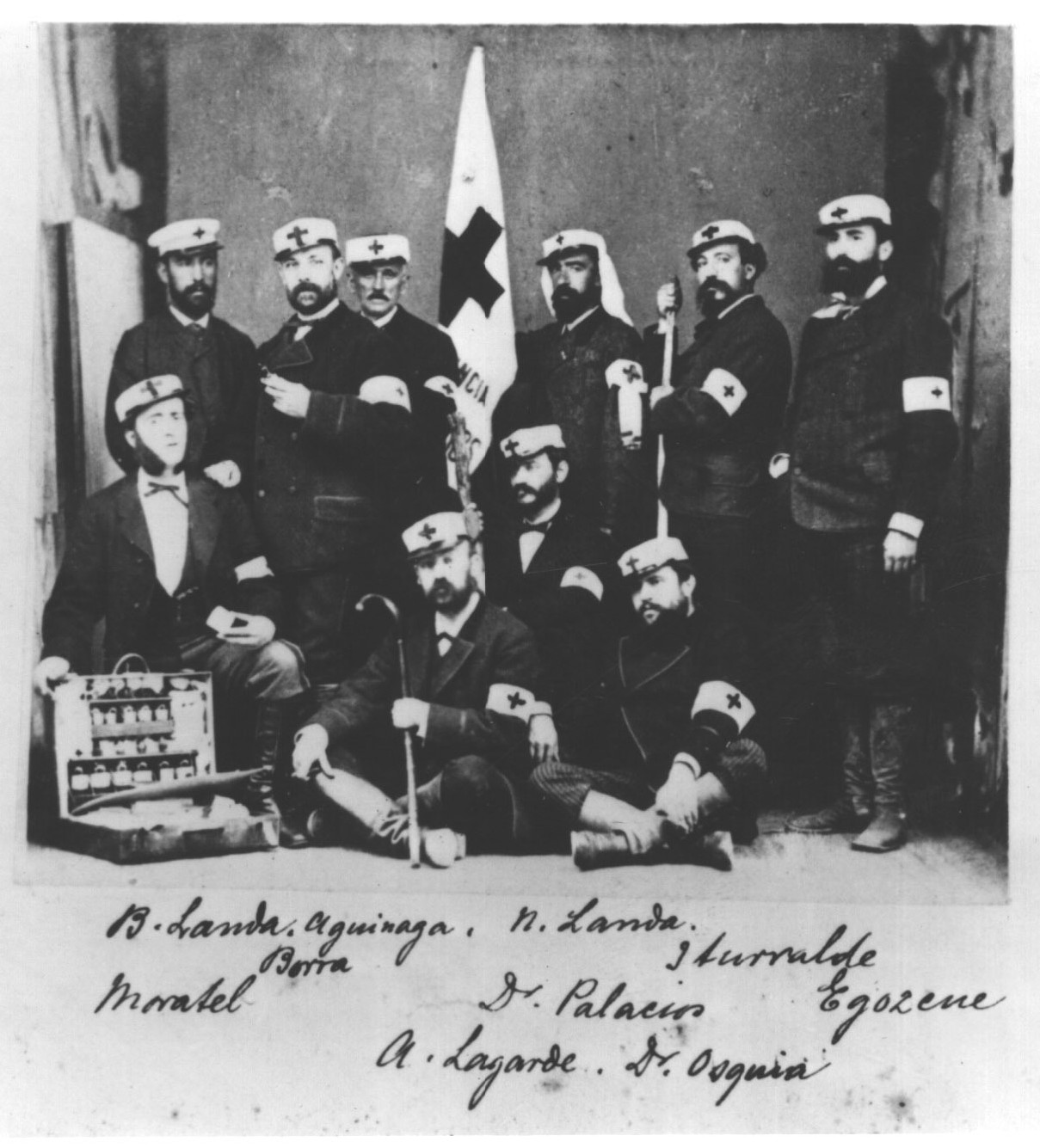
Cruz Roja en la tercera guerra Carlista

La tercera guerra carlista se desarrolló entre 1872 y 1876 y supuso el estreno de la Cruz Roja en Guipúzcoa.
La Cruz Roja de San Sebastián y Andoaín prepararon una ambulancia de dieciocho carros y trajeron al pueblo de Andoaín setenta y nueve cadáveres y setenta y un heridos que fueron atendidos en el hospital de sangre establecido en la casa ofrecida por el farmacéutico del pueblo, asociado a la Cruz Roja. Él mismo dispuso todos los medicamentos necesarios y sus cuatro hijas actuaron como enfermeras.

### Guerra de África
El 21 de julio de 1921, las tribus marroquíes infligieron una severa derrota al ejército español, episodio conocido como el desastre de Annual. La Reina Madre quiso que el hospital de la Cruz Roja de San Sebastián fuera uno de los primeros en recibir a los heridos en África y la Cruz Roja  de Guipúzcoa se dispuso a hacerlo. En pocos días, se instauró un nuevo hospital, junto al ya existente, en la villa Chillardegui cedido a la Reina Madre por sus propietarios la familia Iturria Gascue. El 22 de septiembre, llegaba una expedición de soldados heridos y enfermos en un tren hospital a la estación del ferrocarril de San Sebastián y la Reina Madre salió a recibirlos. La mayoría de los soldados heridos provenían de la clase social más humilde ya que en esa época el servicio militar podía evitarse pagando un impuesto. 

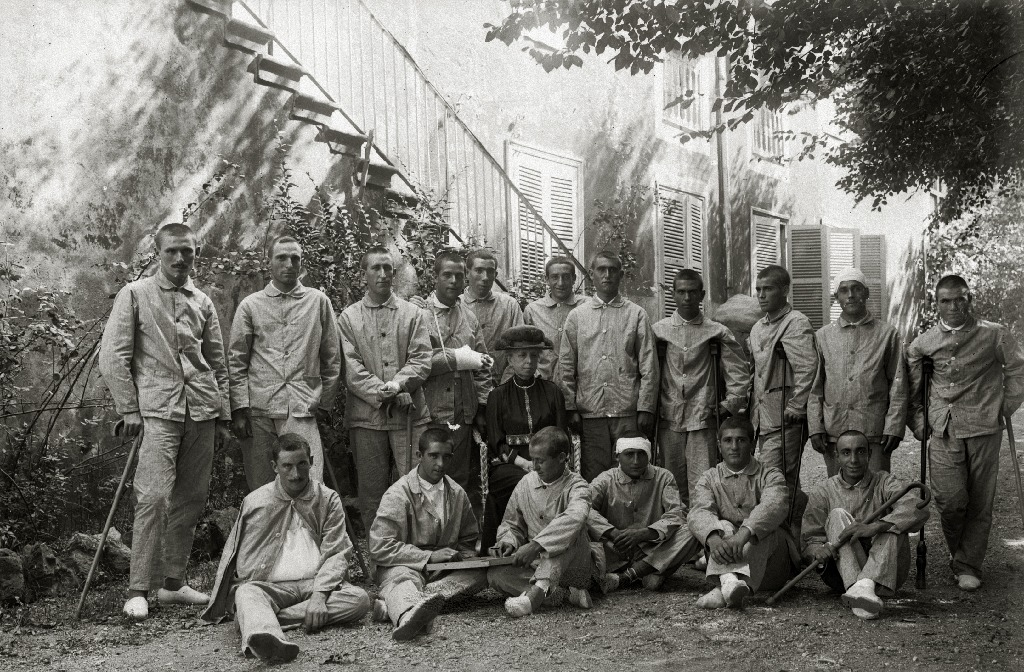
Hospital de Sangre - Villa Chillardegui, Barrio del Antiguo, San Sebastián. La reina María Cristina junto a un grupo de soldados convalecientes. Septiembre de 1921

A finales de año, el paludismo hacía estragos entre la tropa y, una vez más, se pidió a la Cruz Roja de Sebastián que ampliara sus dependencias hospitalarias para acoger otros enfermos. Ante esta situación, la Reina Madre ofreció su Palacio de Miramar donde la Cruz Roja habilitó un hospital de cien camas. 
El 24 de noviembre de 1921 entraba en la Estación del ferrocarril un tren hospital con cinco oficiales y noventa y seis soldados destinados a los hospitales de Cruz Roja. La Reina vino ex profeso desde Madrid para recibir a los repatriados. En este momento, en San Sebastián, existían tres hospitales de Cruz Roja: el Hospital Escuela María Cristina, destinado a los oficiales; el de Chillardegui, a los soldados y el de Miramar para los enfermos de paludismo. Eran atendidos por las damas enfermeras de la Cruz Roja. 
En octubre de 1923, se producía el desembarco en Alhucemas. Una vez más se solicita de la Cruz Roja de Guipúzcoa la ampliación de su servicio hospitalario para atender a las necesidades de una nueva campaña en África. En sesión de la Comisión Municipal Permanente, de 3 de octubre de 1924, el ayuntamiento de San Sebastián cedió parte de las dependencias del Casino para utilizarlas temporalmente como hospital de sangre. Se montó un hospital de 300 camas.

### Guerra civil española
La guerra civil española desarrollada entre 1936 y 1939 supuso un enorme contingente de heridos lo que hizo que se desarrollaran varios hospitales de sangre en la ciudad.

#### Hotel de Londres
Fuel primer hospital de sangre y lo instauraron las autoridades locales del frente popular poniendo al frente al tisiólogo Emiliano Eizaguirre.con un equipo de médicos de diferentes especialidades como el oftalmólogo Miguel Vidaur, el otorrinolaringólogo  Larre, los traumatólogos Manuel Vasallo y Bastos Ansart entre otros. Las damas enfermeras de la Cruz Roja atendían el hospital.
La transformación de hotel a hospital fue rápida con capacidad inicial de 14 camas que se amplió rápidamente casi al centenar de ingresados. Se instalaron varios quirófanos, salas de urgencias laboratorio, radiología etc.

#### Hospital militar
A los dos meses de guerra pasó a manos "nacionales". Disponía de 350 camas y las hermanas de la caridad trabajaban en el centro.
Dado el gran número de heridos en los diferentes frentes de batalla, a finales de 1938 se creó en el hospital el primer servicio de cirugía plástica y maxilo-facial en España. Llegó el anestesista británico Robert Reynolds Macintosh (1897-1989) y el cirujano plástico americano Joseph Eastman Sheehan (1885 – 1951) que trabajaron para las tropas nacionales en el hospital de San Sebastián en la retaguardia de los frentes de Aragón. Junto a ellos, y con una estancia en Estados Unidos, se formó el cirujano plástico y capitán médico José Sánchez Galindo y de la especialidad protésica y maxilofacial se encargó el dentista Carmelo Balda Galarraga. Durante la batalla del Ebro llegó a tener 700 heridos graves de cara y cuello estando hospedados  muchos de ellos en casas particulares.
Eastman describía de esta manera en el New York Times lo que se encontró en España :“Los heridos de cara más frecuentes eran de metralla, realmente impresionantes. Estos pobres heridos de metralla en el rostro producían horror; verdaderos monstruos, sin cara; masa de carne y piel a piltrafas colgando, respirando con los ojos fuera de las órbitas por desaparición del macizo óseo de la cara; sin nariz ni labio; ni boca ni dientes; sin barbilla; con la lengua amoratada, hinchada, cayendo sobre el pecho. Llenos de moscas, soplando una espuma sanguinolenta, asfixiándose hay que imaginar que una inmensa hacha cortase de violento golpe lateral toda la cara”. 
En 1941 se trasladó el servicio al hospital Gómez Ulla de Madrid.

#### Policlínica del requeté
En marzo de 1937 se inauguró este hospital carlista en el paseo de Errondo. Fue dirigido por el urólogo Benigno Oreja Elósegui, que también cedió las instalaciones de la Clínica  San Ignacio, con el rango de coronel de sanidad. Las enfermeras carlistas, denominadas margaritas, trabajaban en el centro.

#### Sanatorio nuestra señora de los dolores
Era una clínica situada en Ategorrieta y fundada en 1938 por la falange española. Su director médico fue Enrique García Ortiz.

#### Hospital civil San Antonio Abad
El Hospital civil San Antonio Abad era el hospital de referencia de la ciudad y atendió a muchos heridos de la contienda.